# Maníaco do Parque (filme)
Maníaco do Parque é um filme de drama policial brasileiro de 2024, dirigido por Mauricio Eça e roteirizado por L.G. Bayão, inspirado nos autos do processo do Caso Francisco de Assis Pereira. O filme é dividido entre a jornada da jornalista Elena (Giovanna Grigio) que busca se firmar no ambiente de trabalho e a narrativa do serial killer Francisco (Silvero Pereira). Conta ainda com as atuações de Mel Lisboa, Christian Malheiros, Marco Pigossi, Bruno Garcia e Augusto Madeira nos papéis principais.
Maníaco do Parque teve sua première mundial no encerramento do 26° Festival Internacional de Cinema do Rio de Janeiro em 12 de outubro de 2024 e foi lançado oficialmente em 18 de outubro de 2024 pela Amazon Prime Video. O filme obteve uma recepção negativa da crítica especializada, que considerou o filme fraco ao abordar a história do assassino em série sob outra perspectiva, da jornalista fictícia. Embora considerado como um grande potencial, os elogios a respeito do filme sobressaíram-se apenas pela performance de Silvero Pereira e sua produção visual.

## Enredo
O infame serial killer brasileiro, o motoboy Francisco (Silvero Pereira), acusado de agredir 21 mulheres e assassinar dez delas, ocultando os corpos no Parque do Estado, em São Paulo. A narrativa é conduzida por Elena (Giovanna Grigio), uma jovem repórter que vê na cobertura dos crimes do maníaco uma oportunidade de impulsionar sua carreira. Enquanto Francisco continua a agir impunemente e a atacar mulheres, sua notoriedade na mídia sensacionalista aumenta rapidamente, espalhando o medo pela capital paulista.

## Elenco
- Silvero Pereira como Francisco de Assis Pereira (Maníaco do Parque/Chico)
- Giovanna Grigio como Elena Pelegrino
- Mel Lisboa como Martha Pelegrino
- Marco Pigossi como Vicente Carvalho
- Xamã como Nivaldo Pereira
- Bruno Garcia como Zico Brandão
- Augusto Madeira como Delegado Fernando Medeiros
- Christian Malheiros como Beto
- Talita Younan como Estela Magalhães
- Arianne Botelho como Lúcia
- Bruna Mascarenhas como Cristina
- Dandara Queiroz como Núbia
- Nathália Falcão como Vera
- Bruna Carvalho como Beatriz
- Olívia Lopes como Tainá

## Antecedentes e produção

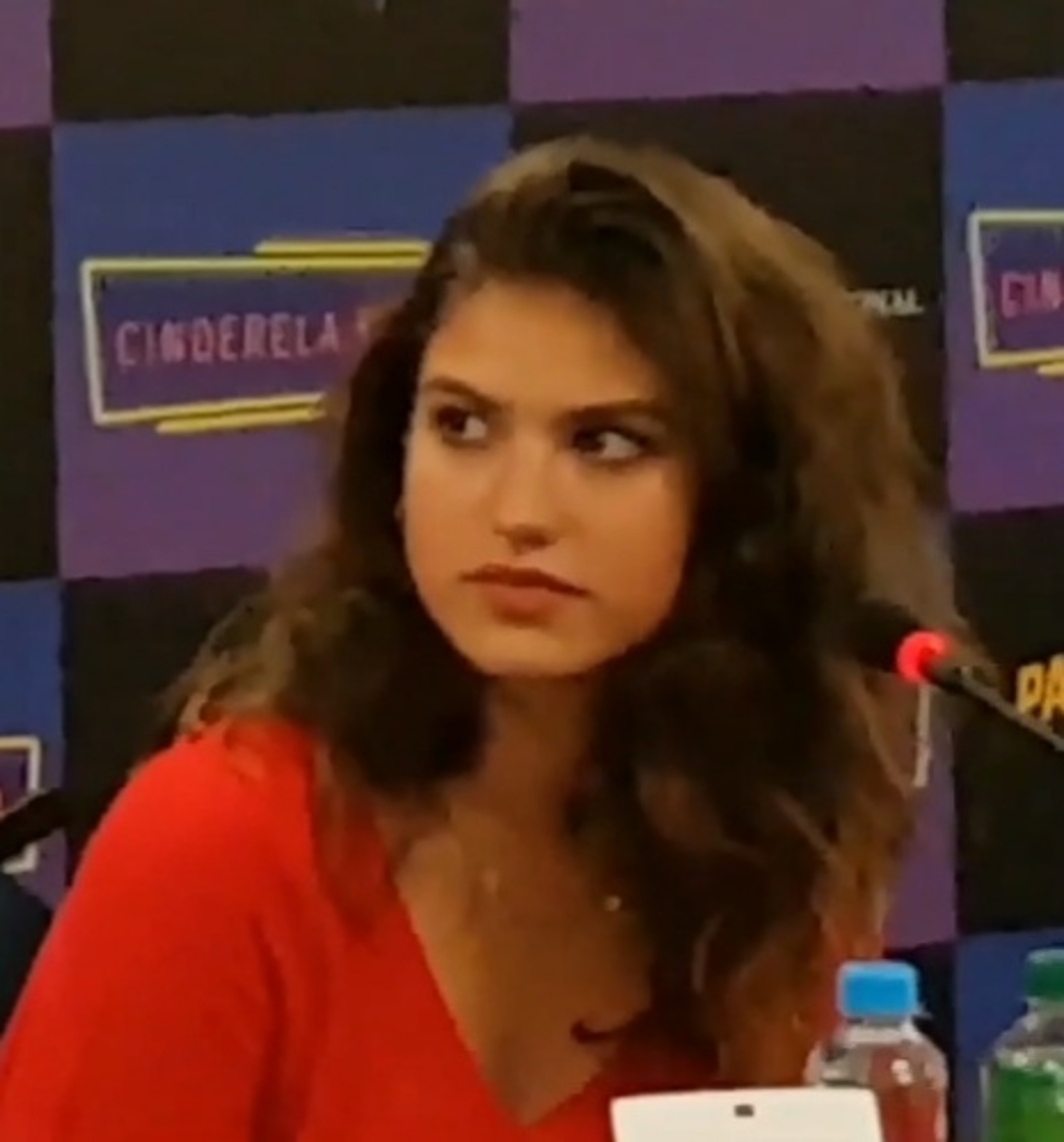
A personagem de Giovanna Grigio foi colocada como figura central em resposta à culpabilização das vítimas.

Antes de Maníaco do Parque, Mauricio Eça trabalhou como diretor de mais de dez longas-metragens e alguns trabalhos na televisão e no ramo de videoclipes. Entre eles, a trilogia de filmes sobre A Menina que Matou os Pais, que abordou os crimes de Suzane von Richthofen e os Irmãos Cravinhos, inserindo-o no mundo dos crimes de grande repercussão nacional que culminou no interesse pela produção do caso do Maníaco do Parque. A ideia de contar a história do filme Maníaco do Parque surgiu a partir do diálogo entre Maurício Eça e Marcelo Braga, produtor da Santa Rita Filmes, após a trilogia sobre o caso Richthofen e o terceiro filme, Confissão. Com o apoio da Amazon Studios, eles desenvolveram a proposta do longa-metragem, que se revelou um processo intenso e inédito para Eça. O desenvolvimento da história levou mais de um ano, envolvendo uma extensa pesquisa que contou com uma equipe composta exclusivamente por mulheres. A pré-produção foi meticulosa, uma vez que a trama se passa em 1998, ou seja, mais de 25 anos antes. Esse cuidado se refletiu nos detalhes de caracterização dos atores e na direção de arte, com o objetivo de recriar São Paulo de forma fiel àquela época.

### Concepção
Tanto o diretor quanto os protagonistas, Silvero Pereira e Giovanna Grigio, enfatizam que o verdadeiro protagonista da história é Elena, não Francisco. Eles buscam apresentar Elena como a figura central, enquanto Francisco assume o papel de antagonista. Embora o título do filme remeta ao criminoso, a intenção é surpreender o público ao mostrar que a mulher é quem realmente conduz a narrativa. Essa escolha é uma resposta à culpabilização das vítimas, uma questão que Eça e sua equipe se preocuparam em abordar. Giovanna Grigio, que interpreta uma jornalista fictícia inspirada em profissionais que trabalharam no caso, revela que tem uma forte afinidade com o gênero, o que a motivou a participar do projeto. Ela também expressa sua curiosidade pelo comportamento humano e menciona que, ao entrar em contato com essas histórias, é possível ativar um alerta para situações semelhantes que podem ocorrer.
O diretor Maurício Eça explica que o filme apresenta duas narrativas que se entrelaçam. A história de Francisco de Assis Pereira revela diversas facetas de sua personalidade: ele era motoboy, um patinador carismático e bem-sucedido, mas, por trás dessa imagem, escondia uma mente perversa que atacava mulheres. Eça ressalta a importância de considerar todos esses detalhes para contar a história de forma completa. Ele também destaca a intenção de abordar a realidade da época, focando nas tensões que marcaram São Paulo, especialmente com o papel da mídia e da polícia durante os anos 1990. O diretor recorda que muitas pessoas, inclusive suas amigas, tinham medo de frequentar o parque onde os crimes ocorreram. Assim, houve uma preocupação em trazer uma perspectiva mais feminina à narrativa, dado que a história de Francisco é trágica e brutal.
Ao retratar um caso tão emblemático de violência contra a mulher, Eça destaca a necessidade de fazer escolhas cuidadosas sobre como apresentar os eventos. Ele esclarece que o objetivo nunca foi tornar a violência gráfica ou gratuita. Apesar de ser importante transmitir a tensão e o medo que Francisco gerou, as cenas mais impactantes foram elaboradas com cuidado, preparando os atores para que pudessem transmitir a verdadeira natureza do criminoso. Eça menciona que a produção do filme foi delicada, devido à profundidade dos temas abordados. Para ele, é essencial que os atores estejam completamente comprometidos com seus papéis. Silvero Pereira, que interpreta Francisco, encarou esse desafio inédito em sua carreira com total entrega e dedicação.

### Escolha do elenco
Giovanna Grigio foi convidada pelo diretor para interpretar o papel da protagonista Elena. Ambos já haviam trabalhado juntos na comédia Vai Ter Troco, lançada em 2023. Eça menciona que Giovanna, embora jovem, é muito experiente e se entregou completamente ao projeto, imergindo na atmosfera de São Paulo e criando uma forte conexão com seus colegas de elenco. Para interpretar o antagonista, o maníaco, Silvero Pereira também foi escolhido pelo diretor. Silvero ficou surpreso ao receber o convite para um papel tão diferente de sua carreira anterior e, após uma preparação cuidadosa que incluiu caracterização física e aprofundamento nas camadas psicológicas dos personagens, o elenco se preparou para lidar com as cenas mais intensas.

## Lançamento
O trailer do filme foi lançado em 11 de outubro de 2024 e divulgado nos meios de comunicação pela Amazon Prime Video. Maníaco do Parque teve sua première no Festival do Rio em uma sessão de gala exibida no Cine Odeon como encerramento do festival, em 12 de outubro de 2024.

### Mídia caseira
A estreia oficial do filme se deu de forma exclusiva na plataforma de streaming da Amazon Prime Video em 18 de outubro de 2024, sendo disponibilizado internacionalmente nas regiões atendidas pelo serviço. Na mesma semana, a plataforma confirmou a estreia da série documental Maníaco do Parque: A História Não Contada para o dia 1º de novembro, com produção encabeçada pela mesma equipe de pesquisa do longa ficcional.

## Recepção

### Crítica

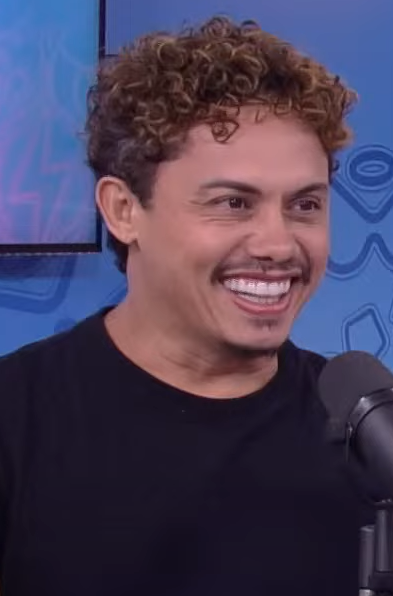
A crítica ressalta a performance de Silvero Pereira como ponto forte do filme, o trazendo em um perfil diferente de sua carreira.

Apesar da grande repercussão, o filme não obteve uma boa repercussão da crítica especializada, que considerou o filme fraco pelas alterações na história real. Thiago Stivaletti, em sua crítica para a Folha de S.Paulo, considerou o filme muito fraco e citou a atuação de Silvero Pereira como o único ponto que sustenta a produção. A crítica de André Zuliani, no Omelete, destaca que Maníaco do Parque tem dificuldades em definir claramente sua narrativa. O roteiro explora as motivações de Elena, uma repórter, e de Francisco, um motoboy com uma natureza obscura, mas frequentemente apresenta uma visão superficial dos eventos, refletindo a forma como a mídia dos anos 1990 tratou o caso, simbolizada pela participação do apresentador Gilberto Barros.
Zuliani complementa que, embora a falta de foco no roteiro seja evidente, a mensagem de dar voz às vítimas silenciadas pelo machismo ressoa fortemente. A atuação de Silvero Pereira como Francisco é poderosa, embora, em algumas cenas, possa parecer caricatural. Giovanna Grigio, por sua vez, entrega uma interpretação convincente como a repórter em busca de justiça, especialmente em momentos emocionantes que conectam o público às experiências das sobreviventes.
A crítica do site Plano Crítico descreve Maníaco do Parque como uma trama que se divide entre a jornada de Elena, uma jornalista em busca de respeito em um ambiente misógino, e a narrativa do psicopata Francisco Assis. A personagem de Elena, que lida com o peso do passado e com a cultura de culpabilização da vítima, é central para a história, mas a abordagem do filme é considerada covarde, resultando em uma narrativa morna. Embora o longa explore temas relevantes, como o feminicídio e a ética no jornalismo, falta intensidade e magnetismo. As atuações são elogiadas, especialmente a de Silvero Pereira como o assassino, mas alguns diálogos soam fracos. Esteticamente, o filme é competente, com referências a clássicos do gênero, mas, no geral, acaba por ser apenas um filme razoável, sem atingir seu pleno potencial.
Walter Félix, do website NaTelinha, escreveu que o filme "perde a chance de ser um bom true crime à brasileira". "A abordagem é extremamente didática, quando seria mais eficaz se ficasse nas entrelinhas, no subtexto. Há, sim, uma proposta contundente por trás da produção, mas também uma enorme limitação, do roteiro à direção, em mostrá-la no vídeo além dos discursos superficiais".